# Jean Barbanson

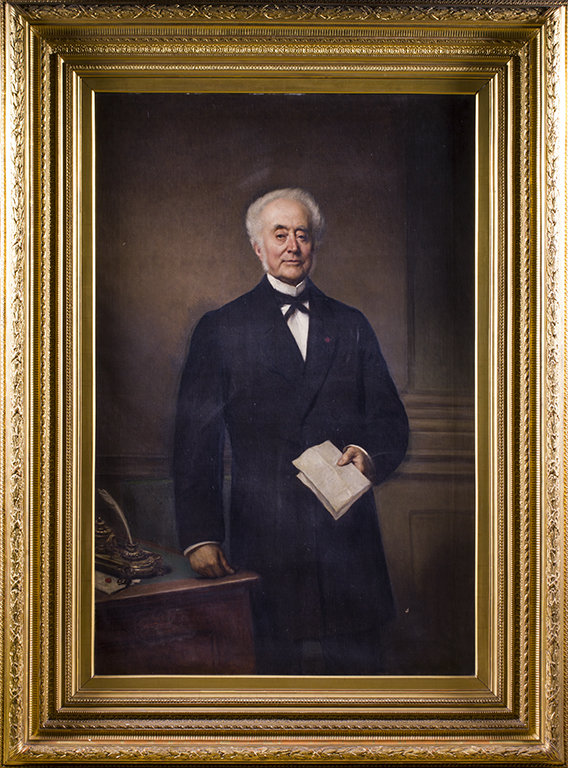
Portret van Jean Barbanson door Louis Gallait

Jean Pierre Joseph Barbanson (Brussel 9 juli 1797 - aldaar, 21 mei 1883) was een Belgisch advocaat, lid van het Nationaal Congres en senator.

## Biografie

### Familie
Jean Barbanson was een zoon van Jean-Baptiste Barbanson (1765-1831), kapitein van de Burgerwacht, voorzitter van de rechtbank van eerste aanleg in Brussel en voorzitter van de kerkfabriek van Sint-Katelijne, en Marie-Thérèse Schwartz (1767-1807). Zijn zus Jeanne Barbanson trouwde met Pierre-Théodore Verhaegen (1796-1862), de voornaamste stichter van de Université libre de Bruxelles, grootmeester van het Belgisch Grootoosten en liberaal volksvertegenwoordiger.
Hij trouwde in 1824 in Brussel met Elise Gréban de Saint-Germain (1806-1825), die het jaar daarop overleed. Ze was een dochter van de flamboyante Claude-Joachim Gréban de Saint-Germain (1775-1850), die een van de intieme raadgevers was van koning Willem I, maar er toch in slaagde in het nieuwe België te overleven en er in het bedrijfsleven en de industrie een dynamische rol te vervullen. Vooral bleef hij tot aan zijn dood secretaris van de Société générale de Belgique. Geen wonder dan ook dat Barbanson, waarschijnlijk op basis van geërfde of gekochte aandelen, in 1864 directeur (bestuurder) en in 1870 vicegouverneur van de Société générale werd.
Na de dood van zijn vrouw hertrouwde Barbanson in 1830 in Asnières-lès-Dijon met Zoé Pinot (1808-1895). Ze kregen vier zoons en drie dochters, onder wie:
- Esther Barbanson (1837-1928), trouwde in 1858 in Brussel met Charles Mesdach de ter Kiele (1825-1915), procureur-generaal bij het Hof van Cassatie, zoon van Joseph Mesdach de ter Kiele, magistraat, lid van de Provinciale Staten van West-Vlaanderen, lid van de Tweede Kamer en volksvertegenwoordiger. Ze kregen twee zoons en vier dochters, met afstammelingen tot heden.
- Mathilde Barbanson (1839-1934), trouwde in 1861 in Brussel met burggraaf Louis de Truchis de Lays (1835-1923), Frans luitenant-kolonel en lid van de algemene raad van Saône-et-Loire. Ze kregen twee zoons en vier dochters, met afstammelingen tot heden.
- Alfred Barbanson (1841-1907), diplomaat, trouwde in 1874 in Aniche met Berthe Drion (1854-1875), dochter van Adrien Drion, Frans glasindustrieel. Ze kregen een dochter, met afstammelingen tot heden, onder wie gravin Elisabeth van der Noot d'Assche.
- Léon Barbanson (1843-1912), officier en industrieel, trouwde in 1868 in Brussel met Léonie (Mina) Tesch (1849-1930), dochter van Victor Tesch, advocaat, gemeenteraadslid van Aarlen, provincieraadslid van Luxemburg, hoofdredacteur van L'Echo du Luxembourg, volksvertegenwoordiger, minister van Justitie, minister van Staat en gouverneur van de Société générale. Ze kregen twee zoons en drie dochters, onder wie Gaston Barbanson, met afstammelingen tot heden.
- Adèle Barbanson (1844-1918), trouwde in 1869 in Brussel met Raoul de Pelet (1840-1902), inspecteur-generaal van bossen, zoon van Florent de Pelet, controleur van de domeinen van de koning en gemeenteraadslid van Sint-Omaars. Ze kregen drie zoons en twee dochters, met afstammelingen tot heden.

### Loopbaan
Barbanson werd in 1818 stagiair aan de balie van Brussel, na zijn diploma van doctor in de rechten te hebben behaald aan de Université de Liège. Hij was stafhouder in 1847-48 en in 1860-61.
In 1830 trad hij in dienst van het Voorlopig Bewind en samen met Jacques Fleussu, Joseph Forgeur en Charles Liedts stelde hij een eerste ontwerp van Grondwet op, dat ze samen in november 1830 aan het Nationaal Congres aanboden, het assemblee waarin hij in oktober voor het arrondissement Brussel verkozen was. Dit ontwerp was opgemaakt in concurrentie met het ontwerp dat door de officiële grondwetscommissie was opgesteld. Het ging meer in detail in op de ondergeschikte besturen (provincies, gemeenten), maar was voor het overige zeer gelijklopend met het 'officiële' ontwerp. Op 25 november belandde het ontwerp van de heren Forgeur, Barbanson, Fleussu en Liedts op het bureau van het Congres dat het aan de algemene vergadering voorlegde. Er werd beslist het te drukken en te distribueren.
Barbanson behoorde tot de antiklerikale groep, wat nochtans aan zijn stemgedrag niet zo speciaal te zien was, aangezien hij in de eerste plaats unionist was. Hij stemde dan ook praktisch altijd met de meerderheid: voor de aanvaarding van de onafhankelijkheidsverklaring, voor de eeuwigdurende uitsluiting van de Nassaus, voor de hertog van Nemours als koning, voor Surlet de Chokier als regent, voor Leopold van Saksen Coburg en voor de aanvaarding van het Verdrag der XVIII artikelen.
Na het Nationaal Congres vervulde hij nog volgende politieke functies:
- 1830-1840: gemeenteraadslid van Brussel,
- 1836-1866: provincieraadslid van Brabant,
- 1866-1870: senator voor het arrondissement Brussel.

Barbanson was lid van de Brusselse vrijmetselaarsloge L'Espérance die voor de Belgische afscheuring orangistischgezinde personaliteiten verenigde onder leiding van kroonprins Willem. Na 1834 was hij bestuurder van de Université libre de Bruxelles.